# Прага (торт)
«Пра́га» — шоколадный торт, широко известный со времён СССР.
Состоит из трёх бисквитных коржей с двумя слоями крема «Пражский». Верхняя и боковые поверхности покрыты повидлом и заглазированы помадкой (либо боковые поверхности отделаны кремом и бисквитной крошкой). Сверху украшен рисунком из крема.

## История
Распространено мнение, что оригинальный рецепт торта «Прага» был разработан в столице Чехии. Однако в рецептах чешской кухни данный торт отсутствует. На самом же деле, рецепт «Праги», который полюбился в СССР, был придуман начальником кондитерского цеха московского ресторана «Прага» Владимиром Михайловичем Гуральником, который является автором более чем 30 оригинальных тортов и пирожных, в том числе торта «Птичье молоко». В самом начале своей кулинарной карьеры Гуральник, будучи подмастерьем в ресторане, обучался кондитерскому искусству у мастеров-кондитеров из Чехословакии, регулярно приезжавших для обмена опытом в Москву. В принципе, «Прага» является вариацией на тему венского торта «Захер», в рецепте которого, однако, крем вообще отсутствует. В общем и целом, торт был весьма трудоёмок и недёшев, так как включал в себя четыре вида сливочного крема, сделанных с применением коньяка и ликёров Шартрёз и Бенедиктин, а коржи пропитывались ромом.
Во времена СССР торт не был запатентован по причине отсутствия практики выдачи патента на кулинарные рецепты, но был оформлен по ГОСТу и таким образом может быть приготовлен на любой кондитерской фабрике.

## Рецепт
- Коржи: мука, масло сливочное, сахар, яйца, какао-порошок.
- Крем: сгущённое молоко, горячая вода, яичные желтки, сливочное масло, какао, ванилин.
- Помадка: сахар, какао, патока, эссенция.
- Повидло фруктово-ягодное.

Коржи прослаивают кремом и ставят в холодильник на 8—10 часов. Сверху и с боков покрывают повидлом и глазируют помадкой. Украшают рисунком из крема.